# Прапор Панами
Прапор Панами — один з офіційних символів Панами. Офіційно затверджений 20 грудня 1903 року, проте повністю процедура затвердження була закінчена тільки у 1925 році. Співвідношення сторін прапора 2:3.
Прапор Панами є прямокутним полотном, поділеним на 4 рівні прямокутні частини. Дві частини білого кольору, на яких зображені п'ятипроменеві зірки. Інші дві частини червона та синя. Синій та червоний колір символізують Консервативну та Ліберальну партії Панами. Крім того, синій колір означає Тихий океан та Карибське море, а червоний — пролиту за країну кров. Білий колір символізує мир. Синя зірка — чесність, червона — влада та закон.

## Конструкція прапора
|                     |
| Конструкція прапора |